# Zentherr
Zentherr war der oberste Gerichtsherr einer Zent.
Der Begriff Zent kommt von dem lateinischen Zahlwort centum und bedeutet hundert. Eine Zent umfasste nämlich etwa 100 Familien. Früher meinte man, der Begriff habe sich aus den germanischen Hundertschaften (Centenen) entwickelt, doch sind solche nie nachgewiesen worden.
Die Zentherrschaft war eine Frühform territorialer Staatlichkeit. Die Zenten umfassten in fränkischer Zeit vor allem mit eigener Gerichtsbarkeit ausgestattete territoriale Verbände von Hufen, die sich aus Gerichtsbezirken für den Bereich der Niedergerichtsbarkeit  zu Institutionen der Hochgerichtsbarkeit entwickelt hatten. Das Zentgericht war das höchste ländliche Gericht. In ihrer Eigenschaft als Verwaltungseinheit erhob die Zent außerdem Abgaben, forderte Frondienste, führte  Geleitsdienste durch und rekrutierte Soldaten für Kriegszüge.
Die Zentgerichtsherrschaft ging einher mit der Landesherrschaft bzw. trat der Landesherr zugleich als oberster Gerichtsherr (Zentherr, Zentgraf) auf.